# Olympische Sommerspiele 2004/Teilnehmer (Syrien)
| Gelbes Symbol für Goldmedaillen mit stilisierten Olympischen Ringen | Graues Symbol für Silbermedaillen mit stilisierten Olympischen Ringen | Braundes Symbol für Bronzemedaillen mit stilisierten Olympischen Ringen |
| ------------------------------------------------------------------- | --------------------------------------------------------------------- | ----------------------------------------------------------------------- |
| —                                                                   | —                                                                     | 1                                                                       |

Syrien nahm an den Olympischen Sommerspielen 2004 in Athen, Griechenland, mit einer Delegation von sechs Sportlern (fünf Männer und eine Frau) teil.

## Medaillengewinner
Mit einer gewonnenen Bronzemedaille belegte das Team Platz 70 im Medaillenspiegel.

### Bronze
| Name            | Sportart | Wettkampf     |
| --------------- | -------- | ------------- |
| Nasser Al Shami | Boxen    | Schwergewicht |

## Teilnehmer nach Sportarten

### Boxen
- Nasser Al Shami
Schwergewicht:

### Judo
- Yhya Hasaba
Halbschwergewicht: in der 1. Runde ausgeschieden

### Leichtathletik
- Mohammad Hazzory
Dreisprung: 25. Platz in der Qualifikation

- Zeinab Bakour
Frauen, 5000 Meter: Vorläufe

### Schießen
- Roger Dahi
Skeet: 41. Platz

### Schwimmen
- Rafed El-Masri
50 Meter Freistil: 18. Platz